# Le lour passé de Plume Latraverse Vol. II
Albums de Plume Latraverse
Le Lour Passé de Plume Latraverse Vol. I Chansons pour toutes sortes de monde 
Le Lour Passé de Plume Latraverse Vol II est un album de compilations de l'artiste Plume Latraverse.

## Liste des titres
Toutes les chansons sont écrites par Plume Latraverse, sauf mention contraire.
| No  | Titre                                             | Parution originale                               | Durée |
| --- | ------------------------------------------------- | ------------------------------------------------ | ----- |
| 1.  | Dis-moé                                           | Autopsie canalisée (1983)                        |       |
| 2.  | Vie d'ange                                        | All Dressed (1978)                               |       |
| 3.  | Lit vert                                          | Le vieux show son sale (1975)                    |       |
| 4.  | Le Fermier Jean                                   | Métamorphoses, Tome I (1982)                     |       |
| 5.  | Élégie                                            | Livraison… par en arrière (1981)                 |       |
| 6.  | Hold-Up (Latraverse-Faulkner)                     | Pommes de route (1975)                           |       |
| 7.  | Le Retour à la terre (Latraverse-Grégoire-Landry) | À deux faces (1976)                              |       |
| 8.  | La Fête du mort                                   | Métamorphoses, Tome I (1982)                     |       |
| 9.  | Faux dur (et… trouble-fête)                       | Métamorphoses, Tome I (1982)                     |       |
| 10. | La Ballade des caisses de 24                      | Livraison… par en arrière (1981)                 |       |
| 11. | Gisèle avec 2 L (Gisèlle)                         | Les Mauvais Compagnons (Métaphormoses II) (1984) |       |
| 12. | Bobépine                                          | Le vieux show son sale (1975)                    |       |
| 13. | Assis ent'2 chaises                               | Chirurgie plastique (1980)                       |       |
| 14. | Parade de mode                                    | Les Mauvais Compagnons (Métaphormoses II) (1984) |       |
| 15. | Ma porte de shed (Latraverse-Faulkner)            | Pommes de route (1975)                           |       |
| 16. | Mauvaise herbe                                    | All Dressed (1978)                               |       |
| 17. | Vieux neg (Latraverse-Faulkner)                   | En noir et blanc (1976)                          |       |
| 18. | Chanson nette                                     | Livraison… par en arrière (1981)                 |       |
| 19. | J'veux m'en r'tourner chez nous (Alcohol…)        | French Tour (1980)                               |       |
| 20. | Tango pital                                       | Livraison… par en arrière (1981)                 |       |
| 21. | Bienheureuse récupération                         | All Dressed (1978)                               |       |
| 22. | Ne pleure pas petite fille (Latraverse-Caïn)      | Plume pou digne (1974)                           |       |

1. ↑  Issue originalement de l'album Pommes de route de 1975, la version incluse sur le Lour passé est un réarrangement électrique de 1980 avec les Mauvais Compagnons.